# 小林伝吉
小林 伝吉（こばやし でんきち、? - 安政7年1月7日（1860年1月29日））は、江戸時代末期（幕末）の日本の漂流民で、イギリス公使オールコック付きの通弁（通訳）。

## 生涯
紀伊国加茂郡塩津（和歌山県下津町塩津）の生まれで、元の名は岩吉。摂津の船乗りであったが、乗っていた栄力丸が遭難してアメリカ船に救助され、サンフランシスコに渡る。その後、日本に送り届けられることとなり、彦太郎、仙太郎など他の船員と共にアメリカ海軍の軍艦で清国へ向かった。清国に滞在中、他の船員と離れ単独行動を取り、広州領事として勤務していたオールコックに通訳として雇われ、イギリス国籍を取得し、ボーイ・ディアスと名乗った。オールコックが駐日総領事に任命されると、安政6年5月（1859年6月）、オールコックと共に長崎を経て、江戸高輪の東禅寺に入り、通訳としてイギリス公使館で勤務する。
洋装の日本人として有名で、短気で傲慢な人物であったという。乗馬で外出しては、武士と口論して番所で調べを受けたり、馬から引きずり下ろそうとした２人の武士を鞭で追い払ったりするなど、市中で多くのトラブルを起こした。またイギリス公使館の警備に当たっていた武士に対しても傲慢な態度を取るなど、素行が悪く恨みを買うことも多かった。そのため、公使館に雇われていた日本人の元調理長は「伝吉は誰かに殺されるだろう」と言っていたといい、幕府も伝吉の素行を問題視し、外国奉行を公使館に派遣してイギリス側に伝吉を解雇するよう勧めた 。公使館側でも伝吉の素行を問題視しており、オールコックはその著書の中で、思慮分別のない短気な伝吉には何か危害が及ぶだろうと予期していたと述べている。
安政7年1月7日（1860年1月29日）、東禅寺に置かれていたイギリス公使館の門前に伝吉が立っていたところ、2人の侍の襲撃を受け、背後から短刀で刺されて殺害された。
２人の侍は伝吉の背後から接近し、背中に短刀を突き刺すと逃走。短刀は柄まで突き刺さり、伝吉は門番の所までよろめきながら歩いて行き、門番が背中から短刀を引き抜いたが伝吉はその場で倒れ、戸板に乗せられて公使館内に運び込まれた。知らせを受けたオールコックも声をかけたが、間もなく絶命した事をオールコックが著述している。
イギリス側は公使館通訳の殺害事件として本国に報告するとともに、幕府に対して犯人の逮捕と処罰を求めた。しかし結局犯人は捕まらず、殺害の動機も分かっていない。伝吉の素行が悪かったことから私怨によるものとも言われ、日本人でありながら洋装してイギリス人に仕え、またイギリス人に日本の娘を斡旋していたことから、攘夷派に狙われたとも言われる。
当時、江戸の長州藩邸にいた桂小五郎は、来島又兵衛に送った書簡の中で伝吉について、イギリスの権勢を笠に着て日本を軽んじていた不良者であり殺されたのは気味の良い事だと書いている。
葬儀は麻布の光林寺でイギリス公使館員によって行われ、幕府からも外国奉行が参列し、同寺の墓地に埋葬された。なおキリスト教徒ではなく仏教徒として葬られている。戒名は禅了院伝翁良心居士。近くにはヒュースケンの墓所もある。

## 登場する作品
- 神坂次郎『漂民ダンケッチの生涯』文藝春秋、2006
- 吉村昭『アメリカ彦蔵』（新潮文庫）